# Memoriał Huberta Jerzego Wagnera 2003
Memoriał Huberta Jerzego Wagnera 2003 – 1. edycja turnieju siatkarskiego odbyła się w dniach 20–22 sierpnia 2003 roku w Olsztynie.

## Uczestnicy
- Hiszpania
- Holandia
- Niemcy
- Polska

## Tabela
| Lp. | Drużyna   | Pkt | Mecze | Mecze | Mecze | Sety | Sety | Sety  | Małe punkty | Małe punkty | Małe punkty |
| Lp. | Drużyna   | Pkt | M     | W     | P     | wyg. | prz. | ratio | zdob.       | str.        | ratio       |
| --- | --------- | --- | ----- | ----- | ----- | ---- | ---- | ----- | ----------- | ----------- | ----------- |
| 1   | Holandia  | 5   | 3     | 2     | 1     | 8    | 5    | 1.600 | 300         | 283         | 1.060       |
| 2   | Polska    | 5   | 3     | 2     | 1     | 6    | 7    | 0.857 | 290         | 293         | 0.990       |
| 3   | Hiszpania | 4   | 3     | 1     | 2     | 6    | 6    | 1.000 | 266         | 271         | 0.982       |
| 4   | Niemcy    | 4   | 3     | 1     | 2     | 6    | 8    | 0.750 | 300         | 309         | 0.971       |

Źródło: fundacjawagnera.pl
Zasady ustalania kolejności: 1. liczba zdobytych punktów; 2. wyższy stosunek setów; 3. wyższy stosunek małych punktów.
Punktacja: zwycięstwo – 2 pkt; porażka – 1 pkt

## Wyniki
| Data       | Drużyna 1 | Wynik | Drużyna 2 | 1     | 2     | 3     | 4     | 5     | * |
| ---------- | --------- | ----- | --------- | ----- | ----- | ----- | ----- | ----- | - |
| 2003-08-22 | Holandia  | 3:1   | Hiszpania | 22:25 | 25:22 | 25:19 | 26:24 |       |   |
| 2003-08-22 | Polska    | 3:2   | Niemcy    | 26:28 | 25:21 | 25:23 | 23:25 | 15:13 |   |
|            |           |       |           |       |       |       |       |       |   |
| 2003-08-23 | Polska    | 0:3   | Hiszpania | 24:26 | 20:25 | 23:25 |       |       |   |
| 2003-08-23 | Holandia  | 3:1   | Niemcy    | 25:20 | 20:25 | 25:18 | 25:21 |       |   |
|            |           |       |           |       |       |       |       |       |   |
| 2003-08-24 | Niemcy    | 3:2   | Hiszpania | 23:25 | 25:20 | 18:25 | 25:18 | 15:12 |   |
| 2003-08-24 | Polska    | 3:2   | Holandia  | 23:25 | 25:22 | 21:25 | 25:22 | 15:13 |   |